# نهر الخندق
نهر الخندق هو نُهير متفرع من غرب شط العرب في منطقة العشار في مدينة البصرة جنوب العراق، والنهر حالياً ضحل جدا، لأن الناظم المتحكم بإدخال مياه شط العرب إلى نهر الخندق مغلق، وسبب إغلاقه تجنب تلويث شط العرب، فصارت الحكومة تضخ الماء إلى نهر الخندق حتى يمتلئ ثم تفتح ناظم شط العرب لتدوير مياه نهر الخندق ويُسمى ذلك ضخ التدوير المعاكس من أجل تنظيف نهر الخندق ويسبب ذلك أيضاً تلويثاً لشط العرب. طول النهر 5 كيلومترات، حُفر مجراه ليكون خندقاً عسكرياً، ثم أُجْريَ فيه الماء متفرعاً من شط العرب.